# Хасідзуме Сіро
Хасідзуме Сіро (20 вересня 1928, Вакаяма — 9 березня 2023, Токіо) — японський плавець.
Призер Олімпійських Ігор 1952 року.